# Barbie - Avventura stellare
Barbie avventura stellare (Barbie: Star Light Adventure) è un film d'animazione del 2016 diretto da Andrew Tan e Michael Goguen, ed il 33° film di Barbie.

## Trama
Barbie, una principessa spaziale, vede il suo mondo cambiare rapidamente, mentre le stelle nel cielo iniziano a svanire. Nel suo viaggio verso un nuovo pianeta, unirà le forze con una squadra di soccorso speciale.

## Doppiaggio
| Personaggio | Doppiatore originale | Doppiatore italiano |
| ----------- | -------------------- | ------------------- |
| Barbie      | Erica Lindbeck       | Emanuela Pacotto    |